# Day Pond State Park
Day Pond State Park ist ein State Park im US-Bundesstaat Connecticut auf dem Gebiet der Gemeinde Colchester. Er umfasst die Umgebung eines alten Stausees. Ursprünglich wurde der Teich von der "Day"-Familie angelegt um eine Sägemühle anzutreiben. Heute sind davon nur noch Steinfundamente übrig. Der Park schließt sich an den Salmon River State Forest an und bietet Möglichkeiten zum Schwimmen, Angeln, Picknicken und Wandern. Der Teich wird regelmäßig mit Forellen bestückt. Der Day Pond Brook fließt von Süden her in den Teich und entwässert nach Westen, wo er nach ca. 2 mi (3 km) in den Salmon River mündet.